# (2069) Hubble
(2069) Hubble (1955 FT) ist ein Asteroid des Hauptgürtels, der am 29. März 1955 am Goethe-Link-Observatorium im Rahmen des Indiana Asteroid Programs entdeckt wurde.

## Benennung
Der Asteroid wurde nach dem US-amerikanischen Astronomen Edwin Hubble (1889–1953) benannt. Die Benennung wurde vom US-amerikanischen Astronomen Frank K. Edmondson (1912–2008) vorgeschlagen. Neben dem Asteroiden (2069) Hubble wurde ein Mondkrater, ein Ordnungsschema für Galaxien, das bekannte Hubble-Weltraumteleskop sowie eine Konstante nach Edwin Hubble benannt.